# Amar'e Stoudemire

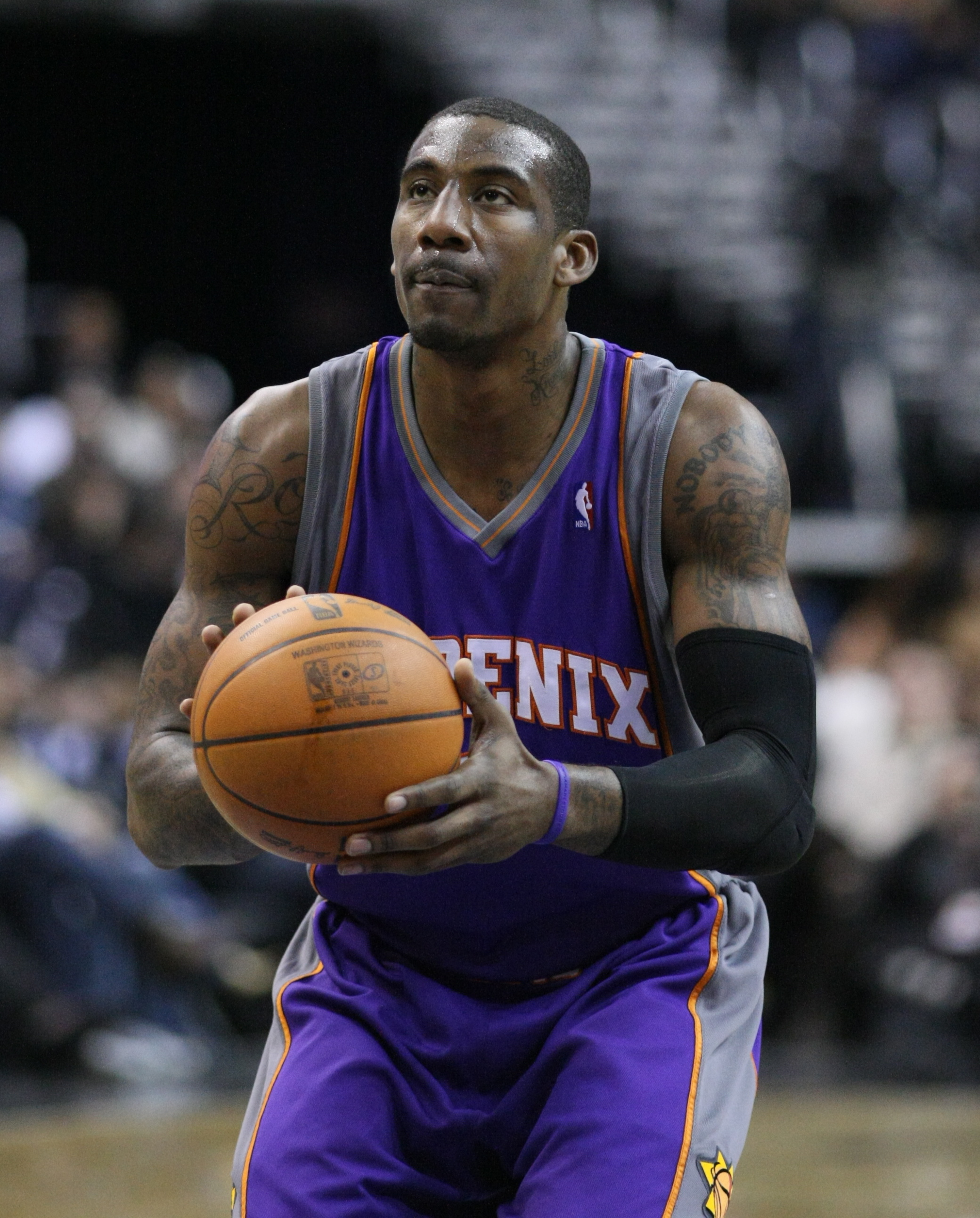

Amar'e Stoudemire (Lake Wales, 16 november 1982) is een Amerikaans voormalig
basketbalspeler. Hij speelde bij voorkeur als forward. Carmelo Anthony en hij waren in hun tijd de sterren van de New York Knicks.
Stoudemire speelde voor zes verschillende scholen voordat hij de negende keus was in de NBA Draft, waarin hij bij de Phoenix Suns terechtkwam. Hij bleef bij de Suns tot 2010. Daarna werd hij naar de Knicks getransfereerd. Stoudemire was een van de weinige spelers in de NBA die een sportbril droeg tijdens de wedstrijden. Dat kwam omdat hij na een wedstrijd tegen de Los Angeles Clippers last kreeg van een scheurtje in zijn netvlies. Omdat hij al eerder last had van deze blessure, besloot hij om voortaan een bril te dragen tijdens zijn wedstrijden.
In 2020 kwam hij uit voor Hapoel Jeruzalem BC uit Israël.